# Drugi manifest surrealizmu
Drugi manifest surrealizmu (fr. Second manifeste du surréalisme) – manifest artystyczny napisany przez głównego teoretyka nadrealizmu André Bretona, stanowiący dopełnienie i kontynuację napisanego w 1924 roku pierwszego Manifestu surrealizmu. Drugi manifest ukazał się pod koniec 1929 roku w kwartalniku „La Révolution surréaliste” (w tym samym roku wydano Przedmowę do wznowienia manifestu), zaś w 1930 roku pojawił się w wydaniu książkowym.
Na samym początku publikacji Breton zawarł oświadczenie, iż surrealizm z punktu widzenia intelektualnego i moralnego dąży do „wywołania kryzysu świadomości”, którego wynik ma być decydującym o powodzeniu lub klęsce teorii tego kierunku. Surrealiści dążyli bowiem do zwiększenia roli wyobraźni (bądź natchnienia) i podświadomości, co ich zdaniem pozwalało na pełną i swobodną ekspresję oraz rozwój możliwości twórczych człowieka. Wyobraźnię uważali za motor postępu; pragnęli również stopniowo coraz wyraźniej postrzegać, „co się snuje bez wiedzy człowieka, w głębi jego ducha”. Jak pisał Adam Ważyk, w dziele tym „marzyli o wielkiej terapii duchowej”.
Breton proponuje porzucenie przestarzałych antynomicznych poglądów, które jego zdaniem zapobiegają „niezwykłym poruszeniom człowieka”, a także pozbawiają go wiary w swoje środki i w możliwość uchronienia się przed „powszechnym przymusem”. Stwierdza, iż surrealizm chce przede wszystkim odnaleźć w umyśle ludzkim punkt, w którym pojęcia postrzegane jako przeciwstawne, przestają być tak widziane, np. przeszłość i przyszłość, życie i śmierć, możliwość i niemożliwość. Przypisywanie temu kierunkowi działalności niszczycielskiej lub konstruktywnej uważa za bezcelowe. Potwierdza również, iż surrealiści nie są zainteresowani wydarzeniami w świecie sztuki i filozofii, gdyż najbardziej interesują ich możliwości ludzkiego umysłu.
Breton w Drugim manifeście zawarł także stwierdzenie, iż „surrealizm bez lęku uznaje za swój dogmat bunt absolutny”. Uważa, że w tej kwestii kierunek nie potrzebuje poprzedników, zaś jedynym wyjątkiem jest Comte de Lautréamont, autor Pieśni Maldorora, nazywany przez Bretona jedynym, który „zostawił jakiś wieloznaczny ślad”. W utworze znajdują się również nawiązania do tradycji alchemicznej, a także potwierdzenie pragnienia nawiązania teorii surrealizmu do romantyzmu. W publikacji Breton odwoływał się do Zygmunta Freuda; jednak on sam w 1938 roku pisał, iż jest „wciąż skłonny uważać surrealistów […] za stuprocentowych wariatów”. Dość obszerna część poświęcona jest automatycznemu zapisowi.